# Superkilen
Superkilen er en offentlig park på Ydre Nørrebro i København, der åbnede den 22. juni 2012. Parken er designet af Superflex i samarbejde med Bjarke Ingels Group og det tyske landskabsarkitektfirma Topotek1. 

## Baggrund
Projektet er en del af Københavns Kommunes kvarterløft af Ydre Nørrebro i et partnerskab med Realdania. Formålet er at give området et løft ved at tilføre byudvikling på et højt internationalt niveau til inspiration for andre byer og bydele.
Parken hylder Nørrebros etniske mangfoldighed og er fyldt med ting fra forskellige dele af verden og repræsenterer dermed de flere end 50 nationaliteter, som bor på Nørrebro.

## Beskrivelse
Området omfatter i alt 30.000 m2 og strækker sig over 750 m i forlængelse af Nørrebroparken langs Mjølnerparken til Tagensvej som en del af Den grønne cykelrute. Superkilen består af tre områder: Den røde plads, den sorte plads og et grønt område. Den røde plads ved Nørrebrogade og Nørrebrohallen er malet i skarpe røde, orange og lilla nuancer og fokuserer på afslapning, byliv, loppemarked og musikalske arrangementer. Den sorte plads, afgrænset af Mimersgade, Midgårdsgade og Slejpnersgade, fungerer som et samlingssted for områdets beboere med bl.a. palmetræer fra Kina og grillpladser. Herefter ændrer Superkilen karakter og bliver den grønne del i kuperet landskab med træer og beplantning og er tiltænkt picnic, sportsaktiviteter og gåture med hunden.
Meget af inventaret i parken er importeret eller efterlignet fra udlandet. Der er blandt andet gynger fra Irak, bænke fra Brasilien, en fontæne fra Marokko og affaldsspande fra England. Flere steder i parken er der neonskilte fra hele verden, der reklamerer for alt lige fra et russisk hotel til kinesiske skønhedsprodukter. I alt er der 108 planter og inventar, der illustrerer områdets etniske mangfoldighed.
Foruden de tre parker med gadeinventar bestod kunstværket Superkilen også af en tilhørende Mobilapplikation og Webapplikation med information om hvert enkelt stykke inventar og dets oprindelse.

## Udmærkelser
Superkilen tildeltes i 2013 en AIA Honor Award i kategorien Regionalt & Urbant Design af American Institute of Architects. Projektet nomineredes endvidere i konkurrencen "Designs of the Year 2013" fra Design Museum i London og til den prestigefyldte "Mies van der Rohe"-pris, der gives hvert andet år til europæiske arkitekter, som viser den bedste, nye arkitektur i Europa. I 2016 modtog parken desuden Aga Khans arkitekturpris. 

## Kritik
På trods af den megen rosende omtale er Superkilen imidlertid ikke faldet i lige god smag hos alle. En brugerafstemning pr. 19. januar 2013 hos 2200N.dk viste, at halvdelen mente, at Superkilen var en succes eller stor succes, men der var også en tredjedel, der betegnede kilen som fiasko eller stor fiasko. Støj, vedligehold og problemer med at kombinere museum og cykelvej har været blandt kritikpunkterne, men kilen har skabt liv og har inkluderet ydre Nørrebro i Distortion-festivalen og mange andre kulturelle aktiviteter. Andre har kritiseret navnlig den røde og sorte plads for ikke at bidrage til at gøre Ydre Nørrebro grønnere.

## Galleri
- Palmetræer
- Cykelstien ved den røde plads
- Russisk pavillon
- Japansk blæksprutte
- Armenske picnicborde
- Den røde plads
- Den marokkanske fontæne